# Humann Point
Der Humann Point ist ein Kap auf der Brabant-Insel im antarktischen Palmer-Archipel. Gemeinsam mit dem 7 km nordöstlich gelegenen Fleming Point markiert er die Mündung des Rush-Gletschers in die Dallmann-Bucht sowie allein die Nordseite der Einfahrt zur Duperré-Bucht.
Kartiert wurde er bei der Vierten Französischen Antarktisexpedition (1903–1905) unter der Leitung Jean-Baptiste Charcots. Charcot benannte das Kap nach dem französischen Vizeadmiral Edgar Humann (1838–1914), Stabschef der Französischen Marine von 1894 bis 1895.